# Jenovefa
Jenovefa je ženské křestní jméno nejasného původu (germánského nebo galského) znamenající matka rodu, ploditelka života. Starogermánsky Genovefa, latinizovanou formou je Genoveva, francouzsky Geneviève. Svatá Jenovéfa je uctívána římskokatolickou církví jako patronka Paříže.

## Zdrobněliny
Jena, Jeny, Jéňa, Jenůfka, Jenuška, Ofka, Véfi, Genia, Enef, Enefka, Jenka, Féňa, Jufka. [zdroj?]

## Podoby v jiných jazycích
- anglicky: Genevieve
- francouzsky: Geneviève
- italsky: Genoveffa
- polsky: Genowefa
- portugalsky: Genoveva
- španělsky: Genoveva, Yenny
- bretonsky: Jenovefa
- maďarsky: Genovéva

## Nositelky Jenovefy a Genovefy
- Jenůfa, fiktivní postava z opery Její pastorkyňa
- Jenovéfa Brabantská, hrdinka ze středověké pověsti
- Jenovéfa Boková, česká herečka
- Genowefa Grabowská, polská poslankyně
- Genowefa Misztal, polská farmaceutka, univerzitní profesorka
- Genowefa Sikora - polská sociální aktivistka
- Genovefa Weberová - německá operní zpěvačka a herečka
- Genowefa Wiśniowská, polská politička, vicemaršálek Sejmu

## Nositelky Geneviéve
- Genevieve Brunet, kanadská cyklistka
- Geneviève Bujold, kanadská herečka
- Genevieve Buechner, kanadská herečka
- Genevieve Bertrand
- Genevieve Bissonnette, herečka
- Genevieve Blanchett
- Genevieve Cortese, americká herečka
- Genevieve Gorder, americká moderátorka
- Genevieve Gaunt, britská herečka
- Geneviéve Grad, francouzská herečka
- Genevieve Farrell, kanadská herečka
- Genevieve Morton, modelka
- Genevieve O'Reilly
- Genevieve Villard, fiktivní postava Sigilverse
- Genevieve Woo, singapurská televizní zprávařka